# Elymandra androphila
Elymandra androphila är en gräsart som först beskrevs av Otto Stapf, och fick sitt nu gällande namn av Otto Stapf. Elymandra androphila ingår i släktet Elymandra och familjen gräs. Inga underarter finns listade i Catalogue of Life.